# Поду луј Галбен (Прахова)
Поду луј Галбен (рум. Podu lui Galben) насеље је у Румунији у округу Прахова у општини Подениј Ној. Oпштина се налази на надморској висини од 190 m.

## Становништво
Према подацима из 2002. године у насељу је живело 303 становника.

### Попис2002.
| Расподела становништва по националности 2002.‍ | Расподела становништва по националности 2002.‍ | Расподела становништва по националности 2002.‍ | Расподела становништва по националности 2002.‍ | Расподела становништва по националности 2002.‍ |
| --------------------------------------------- | --------------------------------------------- | --------------------------------------------- | --------------------------------------------- | --------------------------------------------- |
|                                               |                                               |                                               |                                               |                                               |
| Румуни                                        | Румуни                                        |                                               | 205                                           | 67,7%                                         |
| Роми                                          | Роми                                          |                                               | 98                                            | 32,3%                                         |